# Jan Boeke
Jan Daniël Boeke (Schagen, 19 januari 1921 – Amsterdam, 25 februari 1993) was een Nederlands organist, koorleider en muziekpedagoog.
Als kerkmusicus speelde Boeke een voorname rol in de vernieuwingsbeweging rond de eredienst, liturgie en kerkzang binnen de protestantse kerken. Ook speelde hij net als Gustav Leonhardt en Frans Brüggen een rol bij de promotie van Oude Muziek uit de renaissance en de barok in Nederland.

## Levensloop
Boeke was domineeszoon, geboren uit een geslacht van predikanten, pedagogen, actieve muziekliefhebbers en musici. Na zijn gymnasiumopleiding A aan het Christelijk Lyceum in Haarlem studeerde hij (met enkele jaren onderbreking in de Tweede Wereldoorlog) van 1940 tot 1948 aan het Amsterdams Conservatorium (het latere Sweelinck Conservatorium) orgel en koordirectie bij Anthon van der Horst. In 1958 rondde hij de opleiding schoolmuziek af aan het Utrechts Conservatorium bij Chris Bos.
Grote invloed heeft de muziekpedagoge Ina Lohr (1903–1983) op hem gehad, bij wie hij een aantal maanden heeft gestudeerd na vanaf 1946 in Haarlem van haar lezingen en uitvoeringen te hebben bijgewoond. Deze Nederlandse violiste en musicologe had vanaf 1933 de leiding van de afdeling Haus- und Kirchenmusik aan de in dat jaar mede door haar opgerichte Zwitserse Schola Cantorum Basiliensis, vanaf de aanvang een broed- en kweekplaats van belangstelling voor en uitvoering van oude muziek. Boeke nodigde Lohr uit om bij hem thuis enkele werkgroepen voor belangstellende musici te verzorgen. Ook heeft Lohr in Haarlem nog enkele jaren vervolgcursussen gegeven in de remonstrantse kerk aldaar. In 1947 vertrok Jan Boeke zelf naar Basel, om daar bij Lohr te studeren. Nog in 1983 verzorgde hij met zijn leerling Henk van Benthem een vertaling en bewerking van Lohrs studie uit 1943: “Solmisatie en kerktoonsoorten”.

### Werkzaamheden
Tijdens de oorlog (1942-1946) was Boeke in Culemborg cantor-organist van de protestantse Sint Barbarakerk. Tussen 1947 en 1959 vervulde hij die functie bij de kerk van de remonstranten te Haarlem en tussen 1967 en 1989 in de remonstrantse kerk te Amsterdam, zij het daar zonder een koor.
Vanaf 1958 was Boeke muziekdocent aan de Christelijke Kweekschool Jan van Nassau in Utrecht. Vanaf 1961 leidde hij de pedagogische afdeling van het hoofdstedelijke Sweelinck-conservatorium als hoofdvakdocent Schoolmuziek en Algemene Muzikale Vorming. Dat bracht een verhuizing van de domstad naar Amsterdam met zich mee. Na de fusie van het Amsterdamse conservatorium met het Muzieklyceum doceerde hij tot zijn afscheid in 1985 alleen nog kerkmuziek en hymnologie. Hij leidde in dat kader ook een klein koor en ensemble.
Verder heeft Jan Boeke met Adriaan Schuurman cursussen gegeven tijdens zomerse kerkzangkampen van de ‘Jonge Kerk’, vanaf 1948 georganiseerd door de Nederlands Hervormde Kerk; in de jaren zestig heeft Henk Waardenburg hem daar opgevolgd.

### Dirigentschappen
- Amsterdams Kamerkoor
In 1946 vroeg Antoon Krelage hem het dirigentschap over te nemen van het net door hem opgerichte Amsterdams Kamerkoor, een amateurgezelschap van hoog niveau dat in de loop der jaren regelmatig concerten gaf en ook voor de VARA–radio zong. Eind 1967 droeg Boeke de leiding van dit koor over aan zijn leerling Koen Vermeij.
- De reizende cantorij
Na zijn terugkomst uit Basel in 1947 richtte Boeke zelf, samen met onder anderen Wil Waardenburg, Joke Fontijne-Koeyers en Willem Retze Talsma een ensemble voor oude muziek op: De reizende cantorij. Dit gezelschap van solistische zangers en instrumentalisten voerde tussen 1952 en 1957 in wisselende bezetting oude muziek uit (van tussen de 15e tot en met de 17e eeuw). De NCRV maakte diverse opnamen en er werden onder meer concerten gegeven in het grote vierkante trappenhuis van Boekes eigen Haarlemse woning.[noot 5]
- Haarlems kamerkoor
Eveneens in de jaren vijftig verzorgde Boeke met het Haarlems Kamerkoor maandelijkse kerkmuziekavonden in de Waalse kerk aldaar, samen met de organist Dolf Hendrikse en de dirigent Maarten Kooy. Ook hier werd de heroriëntatie op liturgie en kerkmuziek zoals die in deze jaren in de protestantse kerken was gaan leven in praktijk gebracht. Melchior Franck, Heinrich Schütz, Cornelis Padbrué en andere oude meesters werden herontdekt en bleken in de eredienst prima te functioneren.
- Nederlands muziekcollege
Concerten in diverse plaatsen en een reeks radio-uitzendingen, nu veelal voor de NCRV, verzorgde Boeke eveneens met zijn in 1957 opgerichte Nederlands Muziek College, een ensemble van merendeels professionele jonge zangers en instrumentalisten, onder wie musici die later naam hebben gemaakt. Vaak ook verleenden bevriende collega’s uit de oude-muziekbeweging daarbij hun medewerking. Het repertoire omvatte wereldlijke en geestelijke composities van o.a. Clemens non Papa, Lupus Hellinc, Sweelinck, Jacob van Eyck, Padbrué, Gabrieli, Monteverdi, Gibbons, Dowland, Morley, Lechner, Johann Hermann Schein, Schütz, Krieger. Bespeeld werden onder meer blokfluiten, bombard, kromhoorn, gamba’s, orgel en spinet. Boeke deelde de leiding met de gambiste Veronika Hampe en Jeanette van Wingerden (blokfluit, kromhoorn).
- Kerkmuziek Gezelschap
In 1970 riep Boeke met de organist Bernard Winsemius het semiprofessionele Nederlands Kerkmuziek Gezelschap in leven, een ensemble van zangers en instrumentalisten, samengesteld uit leden van het Nederlands Muziek College en het kamerkoor van de Amsterdamse Vrije Universiteit. Dit gezelschap verzorgde maandelijkse Muzikale Vespers in de Amsterdamse Nieuwe Remonstrantse Kerk, vaak weer met medewerking van bevriende docenten en studenten van het conservatorium. In principe werd tijdens iedere dienst van die goedbezochte vesperdiensten, waarin ook een preek van ds. J. van Hille op het programma stond, de hele gezongen liturgie zo veel mogelijk aan één componist gewijd.
- Cappella Amsterdam
In 1973 taande de belangstelling voor de religieuze bijeenkomsten. Het ensemble nam nu ook wereldlijke muziek op het repertoire. Uit het koor werd een nieuw gezelschap gevormd: Cappella Amsterdam.[2] Met dit nu overwegend professionele gezelschap gaf Boeke talrijke concerten in diverse plaatsen in Duitsland, Zwitserland, Oostenrijk, Italië en Polen. Ook trad Cappella Amsterdam op voor het Oostenrijkse radiostation ORTF). Met deze groep heeft Boeke tevens een aantal grammofoonplaten en cd's opgenomen (Sweelinck, Schein, psalmen, kerstmuziek). Daarbij speelden ook bijdragen op orgel van Bernard Winsemius een rol. In 1990 ging de leiding van Cappella Amsterdam over naar Daniel Reuss, die als bas reeds jarenlang meezong in Cappella. Ten afscheid voerde Boeke met het koor Bachs Hohe Messe uit. Hoewel ook werk uit latere perioden niet werd geschuwd (zoals onder meer van Diepenbrock, Debussy, Hugo Distler, Daan Manneke), had het koor zich onder Boeke’s leiding aanvankelijk vooral toegelegd op het uitvoeren van 16e- en 17e-eeuwse muziek. Leidende gedachte was steeds de 17e-eeuwse muziekpraktijk: de muziek als dienares van het woord. Het zuivere eenstemmig zingen bleef van even grote waarde als meerstemmigheid. Principieel tekstgericht werkend stelde Boeke daarbij, zoals ook eerder in zijn koorleiderspraktijk, Jan Pieterszoon Sweelinck centraal.[noot 6]

### Betekenis
Naast zijn werk in de muziek was Jan Boeke ook anderszins van betekenis. Als principieel mens, als musicus, als docent en collega, maar evenzeer sociaal en maatschappelijk koos hij radicaal voor de vredesbeweging en tegen kernbewapening. Ook streefde hij er naar om mèt de muziek vernieuwingen in protestantse liturgie, eredienst en gemeentezang vorm te geven.
- Centrum voor de Kerkzang
Boeke was in 1950, toen de vanaf 1935 functionerende Vereeniging voor Protestantsche Kerkmuziek werd opgeheven, medeoprichter van het protestantse Centrum voor de Kerkzang[1] en tot 1956 daar voorzitter van.[noot 7] Hij verzorgde vanaf begin jaren 50 tal van uitgaven, werkgroepen en cursussen, de laatste soms met docenten als Ina Lohr, Wilhelm Ehmann, Oskar Söhngen, Helmut Bornefeld,  Siegfried Reda, Heinz Werner Zimmermann, Ton de Leeuw en Pierre Pidoux.
- Liedboek voor de kerken
Ook na 1956 bleef Boeke op dit terrein zeer betrokken. Met onder anderen Jan van Biezen[noot 8] en Gerrit de Marez Oyens nam Boeke zitting in de Muziekcommissie ter voorbereiding van het Liedboek voor de Kerken. In die uitgave (1973), samenwerkingsproduct van praktisch alle protestantse denominaties, kwamen van zijn hand drie melodieën; de structuur daarvan stoelt duidelijk op het werken met hexachorden.
- Liedzettingen
Op buitenkerkelijk muziekpedagogisch terrein was Jan Boeke naast zijn schoolmuziekdocentschap ook actief als componist van talrijke liedzettingen, onder meer in de muziekbijlagen van het blad van de Vereniging voor Huismuziek. Vele malen werkte hij ook mee aan cursussen van die organisatie.
In 1956 was hij voor de protestantse jeugdbeweging editeur van de CJVF/CJMV liederenbundel “Vrolijk zingen wij”. In 1973-1974 stelde hij met drie andere deskundigen (dr. Gert Helmer, Renske Nieweg, Frits de Nijs) op verzoek van de uitgeverij De Toorts (Haarlem) een rapport samen “over de gewenste en noodzakelijke veranderingen in selectie, tekst en muzieknotatie” van de gerenommeerde bundel “Nederlands Volkslied” van Jop Pollmann en Piet Tiggers (1e druk 1941); dit ten behoeve van de herziene door drie van hen verzorgde 19e druk van die bundel (1977).

### Laatste jaren
Na zijn afscheid van het conservatorium in 1985 was Boeke van 1987 tot 1992 nog betrokken bij het Oude Muziek Festival te Sopron in Hongarije. In 1992 leidde Boeke een koordirectiecursus in Sopron.
Jan Boeke overleed in februari 1993 onverwacht overleed aan een hartfalen. Het studiekoor Cantus Corvinus Énekegyüttes gaf op 20 juni 1993 in Sopron onder leiding van hun vaste dirigent Géza Klembala een herdenkingsconcert. Hij werd ook herdacht met een concert onder leiding van Ivan Fischer, inmiddels Boeke’s ex-schoonzoon, met wie altijd een goed contact in stand was gebleven. Op 28 mei 1997 vond in de Oude Kerk te Amsterdam nog een concert In Memoriam Jan Boeke plaats, waarin de Nederlandse Bachvereniging onder leiding van Ivan Fischer Bachs Hohe Messe ten gehore bracht.
Jan Boeke was sedert 1946 gehuwd met de zangeres Riek Ruinen (1923–2014), die meezong in onder meer het Amsterdams Kamerkoor, het Nederlands Muziek College en Cappella Amsterdam. Met haar kreeg hij twee zoons en drie dochters. Een van die dochters is de blokfluitiste en muziekdocente Anneke Boeke. Kleindochter is de sopraan Nora Fischer, uit het huwelijk van Anneke Boeke en Ivan Fischer.

## Citaten

### Uitspraken van Boeke
- Hard en hoog is altijd lelijk
- Je hebt een mooie stem, maar eigenlijk houd ik niet van zangers
- De taille is waar het om gaat
- Dat is geen kwart, dat is een terts plus een secunde.
- Meisjes, niet zo piepen!
- Niet de toon, maar de lijn.
- Eerst de dictie, dan de klank.
- Tekst en inhoud gaan voor de muziek – geef daar in je zingen vorm aan.
- Mi-fa est tota musica.

### Uitspraken over Boeke
- Jan heeft mijn gehoor opgeschoond (mi-fa).
- De prachtige muziek is van mijzelf geworden.
- Ik ben tijdgenoot geworden van componisten als Sweelinck, Schein en Schütz.
- Hij leerde ons een pure, sobere, intensieve manier van zingen, back to basics.
- Jan liet mij kennismaken met de verborgen schatten uit de muziekliteratuur.
- Ik kreeg kansen om als jonge vocalist op te treden.
- Jan leerde mij gevoel voor woord en toon, voor tekst en beweging.

## Discografie
- J. H. Schein - Israelsbrünnlein; Banchetto Musicale / Cappella Amsterdam, o.l.v. Jan Boeke ,  (1982, Vinyl) - Discogs Stichting Cappella Amsterdam LP / SCA D108-1 . ZIE OOK: J. H. Schein - Israelsbrünnlein; Banchetto Musicale / Cappella Amsterdam, Jan Boeke / Stichting Cappella Amsterdam LP / SCA D108-1 - Bible in My Language
- Cappella Amsterdam ∙ Jan Boeke – Hodie Christus Natus Est ∙ Muziek Rond Kerstmis In De Nederlanden , (1986, Vinyl) - Discogs, Label: Stichting Cappella Amsterdam – SCA 101-2, Attacca – babel 8636-5. Recorded at Grote of St. Nicolaaskerk, Edam.

- Digitale Bibliotheek voor de Nederlandse Letteren: boek044
- Gemeinsame Normdatei: 140929851
- International Standard Name Identifier: 0000 0000 7890 3032
- Library of Congress Control Number: nr96045616
- Nederlandse Thesaurus van Auteursnamen: 073851779
- Système universitaire de documentation: 193706016
- Virtual International Authority File: 41742808
- WorldCat: E39PBJbGXBKgjYFqrkGKwHGCQq